# Papilio phestus
Espèce
Papilio phestus est une espèce de lépidoptères (papillons) de la famille des Papilionidae. L'espèce vit en Nouvelle-Guinée et dans les Îles Salomon.

## Systématique
L'espèce Papilio phestus a été décrite pour la première fois en 1830 par Guérin-Méneville dans Voyage autour du monde : exécuté par ordre du roi, sur la corvette de Sa Majesté, la Coquille, pendant les années 1822, 1823, 1824, et 1825.